# ألكسيوس الثاني الطربزوني
ألكسيوس الثاني ميغاس كومنينوس أو ألكسيوس الثاني (باليونانية: Αλέξιος Β΄ Μέγας Κομνηνός) (سبتمبر/ديسمبر عام 1282 – 3 مايو عام 1330)، كان إمبراطور طرابزون من عام 1297 حتى عام 1330. وهو الابن الأكبر ليوحنا الثاني وإيدوكيا بالوجينا.
أثبت ألكسيوس أنه حاكم ماهر وحيوي، فوصلت إمبراطورية طرابزون في ظل حكمه إلى ذروة ازدهارها. وقد رفض التواصل مع الأتراك الغزاة، وتعامل بشكل مناسب مع زحف جنوة والبندقية. واهتم بتنمية الفنون والعلوم في بلاطه، حيث أصبح راعيًا لعالم الفلك البيزنطي غريغوري تشونيدس والعالم قسطنطين لوكيتس.

## حياته
اعتلى ألكسيوس العرش في سن الرابعة عشرة بعد وفاة والده. وكان تحت رعاية عمه الإمبراطور البيزنطي أندرونيكوس الثاني باليولوج. أراد الأخير أن يتزوج الشاب الصغير بابنة مسؤول المحكمة العليا نيكيفوروس شومنوس، لكن ألكسيوس تزوج بأميرة إيبرية، جيادجاك جاكيلي، ابنة بيكا جاكيلي، أتابك (قائد) مسخيتي، نحو عام 1300. حاول أندرونيكوس فسخ هذا الزواج في الكنيسة لكن البطريرك رفض الإلزام بحجة أن زوجة الشاب كانت حاملاً بالفعل. عادت والدة ألكسيوس، إيدوكيا، إلى طرابزون بحجة حث ابنها على فسخ الزواج، لكنها نصحته بالإبقاء على زوجته الإيبيرية.
في عام 1301 أو 1302 هزم الغزو التركماني، الذي توغل بعد احتلال مقاطعة الشليبية في عمق أراضي طرابزون لنهب كراسوس (غيرسون الحديثة)، ثاني أهم مدينة في الإمبراطورية. أسر ألكسيوس قائدهم وبنى حصنًا يطل على البحر لتأمين ملكيته للمدينة.
كان لدى ألكسيوس مشكلة أخرى هي جنوة، التي أقامت احتكارًا اقتصاديًا فعليًا في منطقة البحر الأسود بعد معاهدة نيمفايوم مع مايكل الثامن باليولوج في عام 1261. وقد تجاوزت مستوطنتهم دافنوس، الضاحية الساحلية إلى الشرق من طرابزون، وطالبت جنوة بمزيد من المساحة؛ رفض تجار جنوة السماح لمسؤولي جمارك الإمبراطور بفحص بضاعتهم. وبعد أن رفض ألكسيوس مطالب جنوة بمزيد من التنازلات في عام 1306، هددوا بمغادرة طرابزون تمامًا. عندما رفضوا طلبه بالمستحقات على أي بضائع أخذوها معهم من طرابزون، أمر ألكسيوس مرتزقته الجورجيين بمهاجمتهم. على الرغم من نجاح قوات الإمبراطور، إلا أن الجنويين أشعلوا النار في ضواحي طرابزون وألحقوا أضرارًا بكثير من ممتلكاتهم وممتلكات المواطنين. في النهاية توصل الطرفان إلى السلام، الذي وثق في معاهدة باقية من عام 1314 وأخرى من عام 1316.
لكن هذا لم يضع نهاية كاملة للتوترات بين جنوة وإمبراطور طرابزون. لذلك، في عام 1319 أبرم معاهدة مع البندقية، المنافسين الرئيسيين لجنوة، ومنحهم نفس الامتيازات التي يتمتع بها الجنويون طالما يدفعون مستحقاتهم. لاحظ البيزنطي دونالد نيكول أن ألكسيوس وخلفائه «استفادوا من الأجانب أكثر من زملائهم في القسطنطينية، إذ لم يُسمح للتجار الإيطاليين بالتداول المعفى من الضرائب».
جاءت مشكلات الإمبراطورية أيضًا من قراصنة إمارة سينوب، الذين استهدفوا التجار المسيحيين، بما في ذلك الجنويين. حتى أن القراصنة أشعلوا النار في طرابزون نفسها (1319)؛ وقد بنى ألكسيوس أسوارًا بحرية لميناء المدينة في عام 1324، لحماية شعبه من هؤلاء المهاجمين. وكان قد نظم مسبقًا قوة شرطة لحراسة المدينة ليلًا قبل أكثر من عقد من الزمن.
كان ألكسيوس الثاني أيضًا هدفًا لجهود البابا لاعتناق الكاثوليكية، كما والده في السابق. أرسل يوحنا الثاني والعشرون الرسالة عام 1329، ولكن بعد خمسة أشهر؛ في 3 مايو عام 1330، توفي الإمبراطور جراء إصابته بالطاعون الدملي، وبعد عهد استمر 33 عامًا انتقل العرش إلى ابنه الأكبر، أندرونيكوس. نجا عملان مكتوبان حول موضوع وفاة الإمبراطور: خطبة جنازة كتبها البروثونوتاريون الخاصون به (كهنته) والبروتوفيستياريوس، قسطنطين لوكيتس؛ وتأبين لاحق لجوزيف، مطران طرابزون (المولود باسم يوحنا لازاروبولوس).